# Аттала (округ)
Округ Аттала (англ. Attala County) — округ штата Миссисипи, США. Население округа на 2000 год составляло 19661 человек. Административный центр округа — город Косцюшко, названный в честь Тадеуша Костю́шко.
Название округа происходит от имени персонажа повести Шатобриана — вымышленной индианки Атала.

## История
Округ Аттала основан в 1833 году.

## География
Округ занимает площадь 1903.6 км2.

## Демография
Согласно переписи населения 2000 года, в округе Аттала проживало 19661 человек (данные Бюро переписи населения США). Плотность населения составляла 10.3 человек на квадратный километр.